# Barbatula panthera
Barbatula panthera är en fiskart som först beskrevs av Heckel, 1843.  Barbatula panthera ingår i släktet Barbatula och familjen grönlingsfiskar. Inga underarter finns listade.